# Миодраг Живаљевић
Миодраг „Мики“ Живаљевић (9. септембар 1951) je бивши српски фудбалер. 
Живаљевић је професионално играо у бившој Југославији, као и тадашњој Западној Немачкој, Француској, Кипру и у САД.

## Каријера
Поникао је у Радничком из родног Kрагујевца, а у Партизан је стигао у лето 1969. године, након што га је, на међурепубличком омладинском турниру у Охриду, запазио тадашњи тренер млађих категорија Партизана, Мирко Дамјановић. Мада са 18 година најмлађи првотимац Партизана те сезоне, изборио се за своје минуте на терену и имао запажен учинак. И наредних година играо је мање-више стандардно, и то углавном на позицији десног крила. Остао је међу београдским црно-белима до 1975. године, да би након одслужења војноаг рока, једну полусезону играо је за суботички Спартак, одакле јануара 1977. године одлази у иностранство.

## Иностранство
Први инострани клуб у Живаљевићевој каријери био је Нирнберг, тада друголигаш, са којим је у другој сезони изборио пласман у прву Бундеслигу, а потом, након сезоне проведене у најјачем рангу, у лето 1979. године, а на препоруку бившег саиграча из Партизана Ивана Ћурковића, потписује за Олимпик из Лиона, који је тада водио чувени Еме Жаке.
Те сезоне Лион је у лиги од 20 клубова освојио 18. место (Миодраг Живаљевић је одиграо 28 утакмица и постигао четири гола), па је играо у баражу за опстанак у првој лиги, са имењаком, Олимпиком из Авињона. Изборили су опстанак, а мада је најзаслужнији за тај успех (постигао је три гола у првом и један у другом мечу баража) Живаљевић није добио понуду да продужи уговор, па прелази у екипу Рена, члана друге лиге. 
Тамо је одиграо само први део сезоне, пошто је у другом изгубио место у тиму. 
Затим је одиграо једну сезону за кипарску Ларнаку, а 1982. године, Миодраг Живаљевић, запутио се преко "Велике баре". Играо је наредне две године у САД, што велики, што дворански фудбал, да би 1984. године решио да оконча каријеру. 
После завршетка фудбалске каријере наставио је да живи у Америци.
Једно време држао је школу фудбала у Џексонвилу, али је пензију дочекао радећи као таксиста, у периоду од 1999. до 2013. године. 
Након пензионисања, вратио се у Србију. 